# Tipula amazonica
Tipula amazonica är en tvåvingeart som först beskrevs av Alexander 1912.  Tipula amazonica ingår i släktet Tipula och familjen storharkrankar. Inga underarter finns listade i Catalogue of Life.